# Európai Filmakadémia kiválóságdíja
Az Európai Filmakadémia kiválóságdíja (European Film Academy Prix d'Excellence) elismerés az 1988-ban alapított Európai Filmdíjak egyike, amelyet az Európai Filmakadémia ítélt oda azon filmművészeknek, akik munkájukkal nagymértékben hozzájárultak egy-egy európai filmalkotás sikeréhez. A díjátadóra felváltva Berlinben, illetve egy-egy európai városban megrendezett gála keretében került sor.
E kategóriában alkalmi jelleggel összevontan kezelték és értékelték a filmek megjelenéséhez, látványvilágához hozzájáruló azon szakterületek képviselőt, amelyeket az adott évben önálló kategóriákban nem díjaztak: díszlet- és látványtervezőket, operatőröket, zeneszerzőket, vágókat, hangzástervezőket, maszk-, fodrász- és sminkmestereket stb. Valójában három időszakban, más-más elnevezéssel adtak át díjakat e filmes szakmák képviselőinek:
- 1988-ban különleges látvány díja (Special Aspect Award);
- 1993-ban az év legjobb európai teljesítménye (European Achievement of the Year);
- 2007-től 2009-ig Európai Filmakadémia kiválóságdíja (European Film Academy Prix d'Excellence)

Tekintettel arra, hogy az Európai Filmdíjat 1996-ig Felix-díj néven osztották ki, a kategória győztesét is Felix-díjasként emlegették.

## Díjazottak és jelöltek
| „Díjazott” – szürkéskék háttérrel   |
| „Jelölt” – világos szürke háttérrel |

### Különleges látvány díja
| Év                                                       | Nyertesek és jelöltek | Foglalkozás                              | Magyar cím                                | Eredeti cím |
| -------------------------------------------------------- | --------------------- | ---------------------------------------- | ----------------------------------------- | ----------- |
| 1988                                                     |                       |                                          |                                           |             |
| Gogi Alekszi-Meszhisvili Niko Zandukeli Sota Gogolasvili | látványtervezők       | Asik Kerib                               | Asik-Kerib (Ашик-Кериб) / Asug-Karibi     |             |
| Henri Alekan                                             | operatőr              | Berlin felett az ég                      | Der Himmel über Berlin                    |             |
| Mário Barroso                                            | operatőr              | –––                                      | Os canibais                               |             |
| Terence Davies                                           | zeneszerző            | Távoli hangok, csendélet                 | Distant Voices, Still Lives               |             |
| Félix Murcia                                             | látványtervező        | Asszonyok a teljes idegösszeomlás szélén | Mujeres al borde de un ataque de nervios) |             |

### Az év legjobb európai teljesítménye
| Év                         | Nyertesek és jelöltek | Foglalkozás           | Magyar cím                     | Eredeti cím |
| -------------------------- | --------------------- | --------------------- | ------------------------------ | ----------- |
| 1993                       |                       |                       |                                |             |
| Nik Powell Stephen Woolley | producerek            | Síró játék            | The Crying Game                |             |
| / Otar Ioszeliani          | forgatókönyvíró       | Lepkevadászat         | La chasse aux papillons        |             |
| Benoît Poelvoorde          | színész               | Veled is megtörténhet | C'est arrivé près de chez vous |             |

### Az Európai Filmakadémia kiválóságdíja
| Év                                                                 | Nyertesek és jelöltek   | Foglalkozás                     | Magyar cím                               | Eredeti cím |
| ------------------------------------------------------------------ | ----------------------- | ------------------------------- | ---------------------------------------- | ----------- |
| 2007                                                               |                         |                                 |                                          |             |
| Uli Hanisch                                                        | látványtervező          | A parfüm: Egy gyilkos története | Das Parfüm: Die Geschichte eines Mörders |             |
| Annette Focks Jörg Höhne Robin Pohle Andreas Ruft                  | hangzástervezők         | Négy perc                       | Vier Minuten                             |             |
| Didier Lavergne                                                    | sminkes                 | Piaf                            | La môme                                  |             |
| Francesca Sartori                                                  | jelmeztervező           | Alatriste kapitány              | Alatriste                                |             |
| Lucia Zucchetti                                                    | vágó                    | A királynő                      | The Queen                                |             |
| 2008                                                               |                         |                                 |                                          |             |
| Magdalena Biedrzycka                                               | jelmeztervező           | Katyn                           | Katyń                                    |             |
| Laurence Briaud                                                    | vágó                    | Karácsonyi mese                 | Un conte de Noël                         |             |
| Ágh Márton                                                         | díszlettervező          | Delta                           | Delta                                    |             |
| Petter Fladeby                                                     | hangzástervező          | O' Horten                       | O' Horten                                |             |
| 2009                                                               |                         |                                 |                                          |             |
| Brigitte Taillandier Francis Wargnier Jean-Paul Hurier Marc Doisne | hangzástervezők         | A próféta                       | Un prophète                              |             |
| Francesca Calvelli                                                 | vágó                    | –––                             | Vincere                                  |             |
| Catherine Leterrier                                                | jelmeztervező           | Coco Chanel                     | Coco avant Chanel                        |             |
| Waldemar Pokromski                                                 | fodrász- és sminkmester | A Baader-Meinhof csoport        | Der Baader Meinhof Komplex               |             |